# Fetih I Giray
Fetih I Giray (1557-1596) fou kan de Crimea per tres mesos el 1596. Era khalgay de Ghazi II Giray. Quan va pujar al poder el gran visir Cigalazade Yusuf Sinan Pasha (27 d'octubre de 1596) un dels seus primers actes fou deposar Ghazi II que havia enviat a Fatih a la campanya d'Hongria en lloc d'anar-hi personalment, en protesta perquè la seva petició que el tron de Moldàvia fos donat a un Giray havia estat rebutjada; en lloc seu fou nomenat Fatih.
Bakht Giray fou nomenat khalgay i el seu germà Selamet Giray fou designat nureddin. Ghazi Giray va marxar a Constantinoble però els vents el van desviar a Sinope. El 5 de desembre de 1596 va caure el gran visir i va pujar al seu lloc Damat İbrahim Pasha que per temor a una revolució a Crimea va decidir restaurar a Ghazi i li va encarregar al general Cherkes Khendan Agha, al que va donar el firman de nomenament de Ghazi. En la seva ruta a Crimea es va desviar a Sinope on va trobar al que havia de ser el nou kan i li va comunicar la decisió. Però en arribar a Crimea Fatih s'hi va oposar i va mostrar un suposat firman que deia el contrari.
El país es va dividir en dos bàndols i es va decidir un arbitratge del mufti de Feodòssia Abd al-Rizzak Efendi, que va emetre una fatwa que va fallar que només el firman amb la tughra (signe) del sultà era vàlid. Els partidaris de Fatih van acceptar llavors a Ghazi II. El kan deposat va anar a Nakishdan per acomiadar-se del nou kan quan fou mort per un dels caps de la tibu Mansur, de nom Kormerdash, que havia rebut ordes en aquest sentit; nou dels seus fills i el khalgay Bakht Giray foren també assassinats.